# Neulliac
Neulliac (en bretó Neulieg) és un municipi francès, situat a la regió de Bretanya, al departament d'Ar Mor-Bihan. L'any 2006 tenia 1.510 habitants.

## Demografia
| 1962                                       | 1968  | 1975  | 1982  | 1990  | 1999  |  |
| ------------------------------------------ | ----- | ----- | ----- | ----- | ----- |  |
| 1.207                                      | 1.319 | 1.305 | 1.430 | 1.466 | 1.465 |  |
| Des de 1962: població sense dobles comptes |       |       |       |       |       |  |

## Administració
| Període   | Identitat       | Partit |
| --------- | --------------- | ------ |
| 1945-1955 | Mathurin Videlo |        |
| 1955-1959 | Yves Coëtmeur   |        |
| 1959-1995 | Marcel Potier   |        |
| 1995-     | François Rault  |        |